# Catherine Nayl
Ne doit pas être confondue avec la journaliste politique, Catherine Nay.
Catherine Nayl est une journaliste et présentatrice française née le 12 décembre 1960. Elle a travaillé notamment sur TF1 de 1984 à 2017.

## Biographie
Catherine Nayl est née le 12 décembre 1960.
Après des études en journalisme au CELSA, Catherine Nayl entre à son poste de TF1 ou elle devient reporter en 1984. Elle est peu connue des téléspectateurs français pour avoir été 3 fois brièvement présentatrice active des années 1990 sur TF1, des journaux télévisés de 23h en été 1990, l'émission d'information à la une en 1993, et elle est alors un temps le joker de Claire Chazal pour la présentation des journaux télévisés le week-end en été 1998. Après avoir été rédactrice en chef du journal de 13 heures avec Jean-Pierre Pernaut, puis directrice des reportages de la chaîne de télévision TF1, elle en devient directrice de la rédaction après l'arrivée de Jean-Claude Dassier à la direction de l'information en juin 2008.
En juin 2009, après l'annonce officielle du départ de Jean-Claude Dassier, elle est nommée directrice de l'Information à TF1 et responsable des pôles thématiques de la rédaction, puis directrice générale adjointe chargée de l'information du groupe TF1. Elle quitte son poste fin septembre 2017. Le 22 décembre 2017, elle est nommée directrice de l'information de France Inter, en remplacement de Jean-Marc Four.

## Décoration
- Chevalier de la Légion d'honneur (14 juillet 2018)[4]